# كريس باباس
كريس باباس هو سياسي أمريكي، ولد في 4 يونيو 1980 في مانشستر في الولايات المتحدة. نشط حزبياً في الحزب الديمقراطي. وقد انتخب عضو مجلس نواب نيوهامبشير ‏ وانتخب عضو مجلس النواب الأمريكي ‏ عن دائرة New Hampshire's 1st congressional district ‏ وقد انضم خلال فترته النيابية ‏ (3 يناير 2019 – يناير 2021) للكتلة البرلمانية الحزب الديمقراطي.

## وصلات خارجية
- الموقع الرسمي